# ポスター・チャイルド

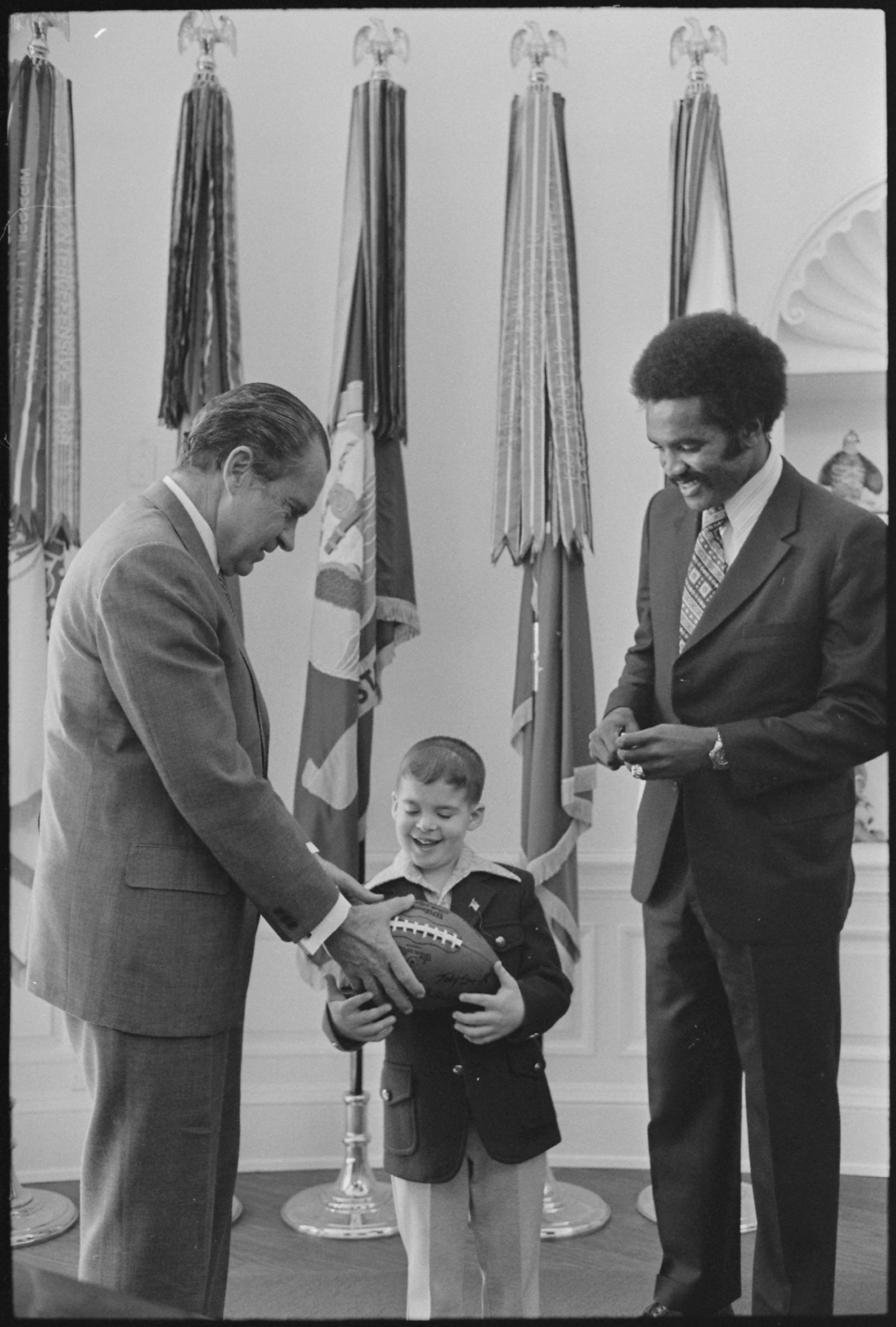
ニクソン大統領とポスター・チャイルド

ポスター・チャイルド（poster child）、時にポスター・ボーイ（poster boy）またはポスター・ガール（poster girl）は、用語の本来の意味では、その写真が、資金を集めたりボランティアを募集したりするキャンペーンの一環として、ポスターやその他のメディアで使用されている、何らかの病気や奇形に苦しんでいる子供のことをいう。このようなキャンペーンは、毎年の取り組みやイベントの一部である場合があり、特定の子供の名前と年齢、及びその他の個人情報が公開されている場合がある 。
現代では、「ポスター・チャイルド」とは、その属性または行動が、既存の原因、運動、環境、または理想を象徴するあらゆる年齢の人のことを指す。その人は、具象または原型として考えられている。 これは、その人のアイデンティティ自体が、関連する理想と同義であることや、最も有利または最も不利な側面を代表するものであることを意味する。 

## 例
- ライアン・ホワイトは、輸血で病気になり、退学させられた後、後天性免疫不全症候群患者の社会的受容を啓発するポスター・チャイルドと見なされた[2]。